# Amt Darß/Fischland
Het Amt Darß/Fischland is een samenwerkingsverband van 6 gemeenten in het  Landkreis Vorpommern-Rügen in de Duitse deelstaat Mecklenburg-Voor-Pommeren. Het Amt telt 6.672 inwoners. Het bestuurscentrum bevindt zich in de stad Born auf dem Darß.

## Gemeenten
1. Ahrenshoop (651)
2. Born a. Darß * (1.169)
3. Dierhagen (1.598)
4. Prerow (1.486)
5. Wieck a. Darß (719)
6. Wustrow (1.049)